# Errore fatale (romanzo)
Errore fatale è un romanzo giallo del 1978 scritto da Ngaio Marsh.
È il numero 1656 della serie Giallo mondadori. È il numero 1327 della serie I Classici del Giallo Mondadori.

## Trama
Sybil Foster, una vedova di mezza età, durante un party organizzato a casa di amici, rincontra un vecchio amore, il dottor Field-Innis. Pochi giorni dopo apprende, che Claude Carter il figlio del primo marito, sarebbe arrivato da lei e avrebbe dovuto ospitarlo. A complicare la situazione, Prunella l'unica sua figlia è in procinto di sposarsi con un ragazzo, Gideon Markos (unico erede dei miliardari Markos), ma che la madre non vedeva di buon occhio, nonostante i due giovani si amassero profondamente. Sybil, costretta dagli eventi, decide di farsi curare in una casa di cura e nel mentre della sua assenza, assume Bruce Gardener, un signore di mezza età, per occuparsi del giardino della sua villa. Durante la sua degenza nella casa di cura, una sera viene trovata morta nella sua stanza dell'infermiera Jackson. Sulle prime sembra trattarsi di suicidio, ma Roderick Alleyn (sovrintendente capo di Scotland Yard), nota alcuni fattori che potrebbero portare ad una simulazione di suicidio. Durante le indagini, si convince sempre più che sia un caso di omicidio. Sempre durante le indagini, fa la comparsa un francobollo l'Alessandro nero ( un francobollo dal valore numismatico elevatissimo), che sembra essere il movente dell'omicidio. Dopo una felice intuizione, Alleyn scopre che il colpevole è Bruce. Bruce era stato il capo reggimento del primo marito di Verity durante la guerra, era a conoscenza del francobollo, oggetto di cui voleva impossessarsene, ma ai tempi non conosceva ne il nascondiglio, ne la dimora del suo sottoposto.

## Edizioni
- (EN) Ngaio Marsh, Errore fatale, Milano, Mondadori, 1978,  p. 214, ISBN 88-8154-202-1.